# Hermann Christian Hornbostel

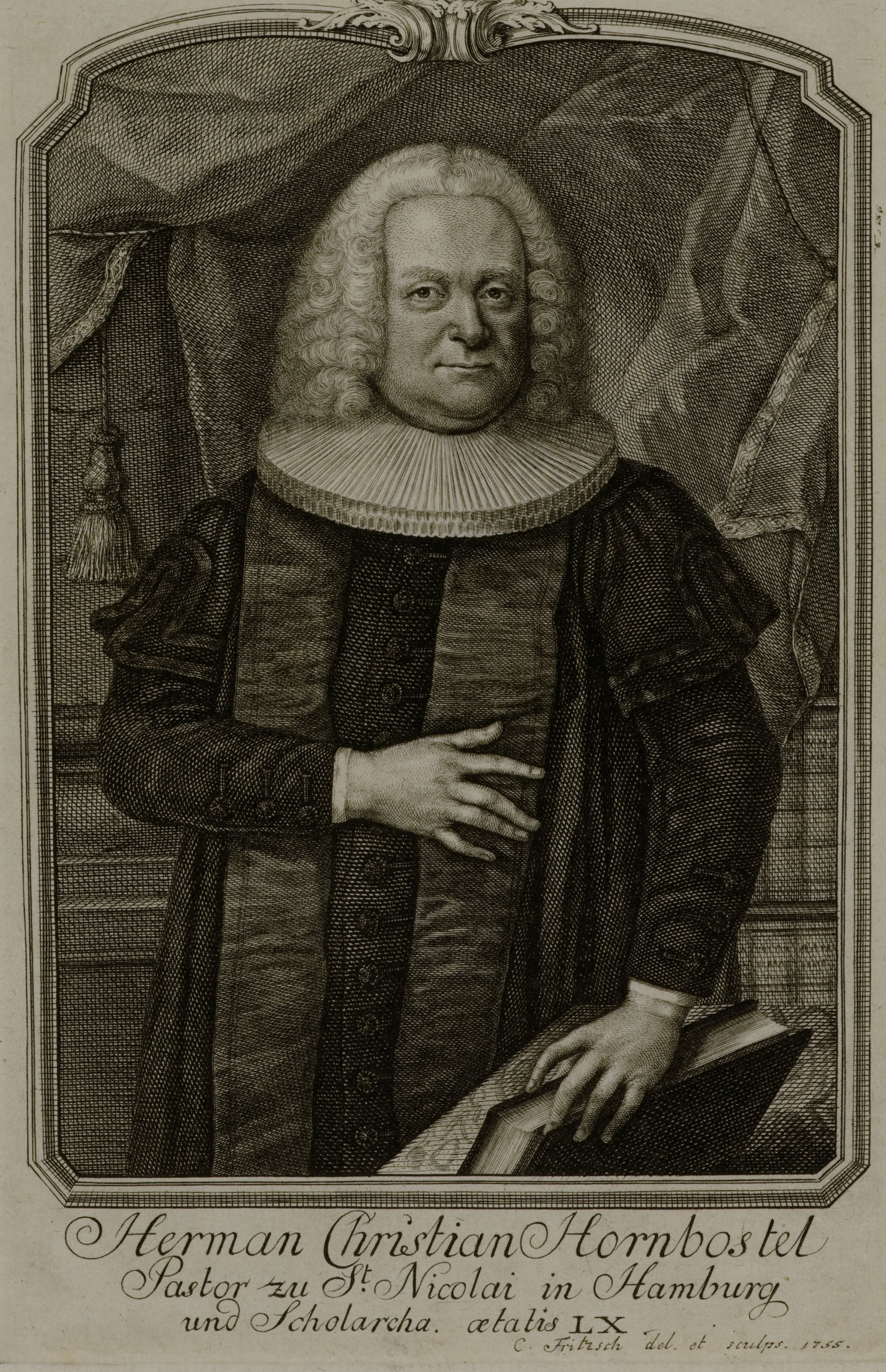
Hermann Christian Hornbostel

Hermann Christian Hornbostel (* 2. Juli 1695 in Dörverden; † 14. Januar 1757 in Hamburg) war ein deutscher evangelisch-lutherischer Geistlicher und Hauptpastor in Hamburg.

## Leben
Hermann Christian Hornbostel war ein Sohn des Pastors Christian Hornbostel. Er besuchte das Domgymnasium Verden sowie das Ernestinum in Celle. Ab 1715 studierte er Evangelische Theologie an der Universität Helmstedt. Nach einer Unterbrechung ging er 1719 an die Universität Halle. Ab 1721 war er Adjunkt seines Vaters bis zu dessen Tod 1733. Danach wurde er Diaconus und Adjunkt des Superintendenten in Dannenberg, dessen Nachfolge er 1735 antrat.
Im Februar 1740 erfolgte seine Wahl zum Hauptpastor der Hamburger Hauptkirche St. Nikolai. Er galt als beliebter Prediger.
Hornbostel war zunächst verheiratet mit einer Tochter des Kaufmanns Bierwirth in Celle. Sie starb schon 1732, und im folgenden Jahr heiratete er die Tochter des Hofmedicus Dankwerth in Uelzen. Aus beiden Ehen hatte er 19 Kinder, von denen ihn zehn überlebten.

## Werke
- Hermann Christian Hornbostels, Pastoris zu St. Nicolai und Scholarchae in Hamburg, kurzgefasster Innhalt derer Predigten, welche über die gewöhnlichen Sonn- und Festtags Evangelia von den unerkannten Sünden der Christen; nebst sechs Passionspredigten ... im Jahre ... gehalten worden : Mit nützlichen Registern. Christian Trausolds Wittwe, Hamburg 1748–1750